# Lino Miguel
Lino Dias Miguel GCC • CvA (Castro Marim, Azinhal, Almada de Ouro, 28 de setembro de 1936 — Lisboa, 30 de março de 2022) foi um general da Força Aérea Portuguesa que, entre outras funções, foi ministro da República para a Região Autónoma da Madeira.

## Biografia
Após concluir a instrução primária em Faro e Odeleite, concluiu o ensino secundário no Liceu Camões, em Lisboa.
Entrou para o exército em 1955, como voluntário. Em 1958, concluiu o curso de aeronáutica, o que lhe permitiu ascender a oficial da Força Aérea Portuguesa, no posto de Alferes Piloto Aviador. Foi sucessivamente promovido na hierarquia militar aos graus de Tenente Piloto Aviador, Capitão Piloto Aviador (1963) e Major Piloto Aviador (após concluir o curso de Comando e Estado Maior). Em 1972, atinge o posto de Tenente-Coronel Piloto Aviador e, em 1974, o de Coronel Piloto Aviador, após concluir, em 1970, o Program of Advanced Safety Management, na Universidade do Sul da Califórnia, nos Estados Unidos.
Foi instrutor de voo em aviões a jato na Base Aérea na Base Aérea n.º 2 (atual Centro de Formação Militar e Técnica da Força Aérea, na Ota) e na Base Aérea n.º 3 (atual Aeródromo Militar de Tancos).
Na Academia Militar, foi instrutor do corpo de alunos e professor catedrático. Na Escola Superior da Força Aérea, foi professor efetivo.
No Ultramar português, foi Adjunto do Gabinete Militar do Comando Chefe das Forças Armadas na Guiné e Chefe do Estado Maior da 3ª Região em Moçambique.
Foi promovido a Brigadeiro Piloto Aviador a 6 de Fevereiro de 1981, posteriormente ao posto de Tenente-General e, finalmente, a General Piloto Aviador, a 2 de Julho de 1986.
Foi Ministro da República para a Madeira, tendo exercido funções entre 27 de Agosto de 1976 e 31 de Outubro de 1991. Entre 1993 e 1995, foi Autoridade Nacional de Segurança.
Morreu em Lisboa a 30 de março de 2022, aos 85 anos.

## Condecorações

### Ordens Honoríficas Portuguesas
- Cavaleiro da Ordem Militar de Avis (23 de Junho de 1969)[4]
- Grã-Cruz da Ordem Militar de Cristo (11 de Dezembro de 1985)[4]

### Medalhas Militares
- Medalha de Prata de Serviços Distintos[1]
- Medalha do Mérito Santos-Dumont da Força Aérea Brasileira[1]
- Medalha de Prata de Comportamento Exemplar[1]
- Medalha Comemorativa das Campanhas das Forças Armadas (Guiné)[1]
- Medalha Comemorativa das Campanhas das Forças Armadas (Moçambique)[1]

### Condecorações Estrangeiras
- Grã-Cruz da Ordem da Estrela Polar da Suécia[1]